# Urschumer Schwein
Das Urschumer Schwein (russisch Уржумская, transkribiert Urschumskaja) ist eine Fleischschweinrasse aus Russland.

## Zuchtgeschichte
Die Rasse wurde nahe der Stadt Urschum in der Oblast Kirow entwickelt, indem man einheimische Sauen mit Ebern der Rasse Large White kreuzte. 1957 wurde die Rasse offiziell anerkannt.

## Charakteristika
- Farbe weiß
- Konformation ähnlich dem Large White
- Kopf trocken mit langer Nase
- Ohren schwer, leicht nach vorne hängend
- Körper lang, tief, aber nicht breit
- Fundament stark
- Skelett massiv
- Beborstung dicht
- Gewicht Sauen 245 kg, Eber 291 kg
- Zeit bis 100 kg: 206 Tage
- gute Anpassung an das örtliche Klima und die kargen Futterpflanzen, die optimal verdaut werden

Es existieren 15 Eberlinien und 15 Sauenfamilien.

## Vorkommen
Die Rasse wird hauptsächlich in den Oblasten Kirow, Kostroma und Moskau und außerdem in Mari El, Udmurtien und Tatarstan in Russland gehalten. 1980 betrug die Gesamtzahl 39.900 reinrassige Tiere.